# Mirko Jović
Mirko Jović (Мирко Јовић), född den 13 augusti 1959, är en serbisk ultranationalist.
1989 bildade han Serbiska nationella förnyelsepartiet, tillsammans med Vuk Drašković och Vojislav Šešelj. Snart kom det dock till oenigheter mellan de tre ledarna och Šešelj och Drašković lämnade partiet för att bilda sina egna organisationer.
Jović var, som frivilligsoldat i Bosnienkriget, ledare för milisstyrkan Vita Örnarna och krävde "ett ortodoxt Serbien utan muslimer och icke-troende".